# Olympische Winterspiele 2014/Teilnehmer (China)
| Gelbes Symbol für Goldmedaillen mit stilisierten Olympischen Ringen | Graues Symbol für Silbermedaillen mit stilisierten Olympischen Ringen | Braundes Symbol für Bronzemedaillen mit stilisierten Olympischen Ringen |
| ------------------------------------------------------------------- | --------------------------------------------------------------------- | ----------------------------------------------------------------------- |
| 3                                                                   | 4                                                                     | 2                                                                       |

China nahm an den Olympischen Winterspielen 2014 in Sotschi mit 66 Athleten in neun Sportarten teil. Fahnenträgerin der chinesischen Delegation bei der Eröffnungszeremonie war Tong Jian.

## Sportarten

### Biathlon
| Frauen - Zhang Yan - Tang Jialin - Song Chaoqing - Song Na | Männer - Ren Long |

### Curling
| Frauen - Wang Bingyu (Skip) - Liu Yin - Yue Qingshuang - Zhou Yan - Jiang Yilun | Männer - Ba Dexin - Zou Dejia - Liu Rui (Skip) - Zang Jialiang - Xu Xiaoming |

### Eiskunstlauf
| Frauen - Zhang Kexin 15. Platz - Li Zijun 14. Platz | Männer - Yan Han 7. Platz |

| Paarlauf - Peng Cheng, Zhang Hao 8. Platz - Pang Qing, Tong Jian 4. Platz | Eistanz - Huang Xintong, Zheng Xun 23. Platz |

| Teamwettbewerb - Yan Han - Zhang Kexin - Peng Cheng, Zhang Hao - Huang Xintong, Zheng Xun 7. Platz |

### Eisschnelllauf
| Frauen - Li Dan 1000 m: 34. Platz - Li Qishi 1500 m: 27. Platz - Qi Shuai 500 m: 23. Platz - Wang Beixing 500 m: 7. Platz 1000 m: 14. Platz - Yu Jing - Zhang Hong 500 m: 4. Platz 1000 m: Gold - Zhang Shuang 500 m: 31. Platz - Zhao Xin 1500 m: 23. Platz | Männer - Bai Qiuming 500 m: 35. Platz - Mu Zhongsheng 500 m: 30. Platz - Tian Guojun 1000 m: 34. Platz 1500 m: 21. Platz |

### Freestyle-Skiing
Frauen
| Moguls - Ning Qin | Aerials - Cheng Shuang - Li Nina - Xu Mengtao Silber - Zhang Xin |

Männer
| Aerials - Jia Zongyang Bronze - Liu Zhongqing - Qi Guangpu - Wu Chao |

### Shorttrack
| Frauen - Fan Kexin 1000 m: Silber - Kong Xue - Li Jianrou 500 m: Gold - Liu Qiuhong - Zhou Yang 1500 m: Gold | Männer - Chen Dequan 5000 m Staffel: Bronze - Han Tianyu 1500 m: Silber 5000 m Staffel: Bronze - Liang Wenhao - Shi Jingnan 5000 m Staffel: Bronze - Wu Dajing 500 m: Silber 5000 m Staffel: Bronze |

### Ski Alpin
| Frauen - Xia Lina | Männer - Zhang Yuxin |

### Skilanglauf
| Frauen - Li Hongxue Skiathlon: 50. Platz - Man Dandan | Männer - Sun Qinghai - Xu Wenlong |

### Snowboard
Frauen
| Halfpipe - Cai Xuetong - Li Shuang - Liu Jiayu - Sun Zhifeng |

Männer
| Halfpipe - Shi Wancheng - Zhang Yiwei |